# 瑪麗-法蘭索瓦絲-伊莉莎白
瑪麗-法蘭索瓦絲-伊莉莎白（法語：Marie-Françoise-Élisabeth，1646年6月21日—1683年12月27日），兩度成為葡萄牙王后，分別是1666年至1668年以及1683年。
瑪麗-法蘭索瓦絲-伊莉莎白的父親是訥穆爾公爵查理-阿梅代，母親是旺多姆公爵塞薩爾·德·波旁的女兒。她的姐姐瑪麗-讓娜-巴普蒂斯特於1665年嫁給薩伏依公爵卡洛·埃馬努埃萊二世，是日後的薩丁尼亞國王維托里奧·阿梅迪奧二世的母親。
1666年，瑪麗-法蘭索瓦絲-伊莉莎白與葡萄牙國王阿方索六世結婚。她很快發現阿方索被首相卡斯特羅·梅爾霍伯爵所控制，對此不滿的瑪麗-法蘭索瓦絲-伊莉莎白決定與阿方索的弟弟佩德羅合作取得政權。1668年，她和阿方索的婚姻在舅舅旺多姆公爵的同意下被廢除，同年她與佩德羅結婚，兩人的女兒伊莎貝爾·路易莎於隔年出生。
1683年阿方索六世去世，佩德羅成為葡萄牙國王（稱佩德羅二世），瑪麗-法蘭索瓦絲-伊莉莎白再次成為葡萄牙王后。然而，她在同年12月即去世，死後葬在城外聖文生修道院裡的布拉干薩萬神殿。